# Pietro Lingeri
Pietro Lingeri (Bolvedro frazione de Tremezzo , 25 janvier 1894 – Bolvedro, 15 mai 1968) était un architecte italien.

## Biographie
Pietro Lingeri est né le 25 janvier 1894 à Bolvedro une frazione de la comune de Tremezzo dans le province de Côme. Diplômé de l'Académie des Beaux-Arts de Brera en 1926, il est en 1930 l'un des fondateurs du groupe MIAR ( Movimento Italiano Architettura Razionale ) de Côme . Son architecture se caractérise par l'utilisation de matériaux et d'éléments innovants à l'époque, comme le béton armé, les grandes surfaces vitrées et les parapets en profilés métalliques. L'une de ses œuvres majeures est le projet du siège du club nautique AMILA à Tremezzo (1926) et les travaux de rénovation de la Galleria del Milione (1930), où se réunissait l'avant-garde artistique milanaise, publiés dans la revue Casabella ,.
Entre 1926 et 1940, il entame un partenariat avec le chef du rationalisme italien, Giuseppe Terragni sur de nombreux projets tels que le monument aux morts de Côme (1926), le plan directeur de la ville de Côme ( 1935 ) et la réalisation de cinq maisons milanaises, dont la Casa Alta et les Rustici. immeuble commercial avec appartements situé Corso Sempione 34 à Milan (1935).
Avec Giuseppe Terragni et Mario Sironi , un peintre futuriste italien il travaille sur divers projets pour Rome (non réalisés) commandés par le gouvernement fasciste italien : du Palazzo del Littorio ( 1937 ), la création des Forums impériaux (1937), du Danteum ( 1938 ) et le pavillon de l' Exposition universelle de 1942 .
Après la Seconde Guerre mondiale, il conçoit une série d'immeubles résidentiels pour le quartier QT8 de Milan( 1951 ).
Dans les dernières années de sa vie, il se retire à Bolvedro di Tremezzo dans une villa du XVIIIe siècle où il décèdé le 15 mai 1968.

## Œuvres principales
Parmi les œuvres les plus connues de Lingeri figurent :
- Case di artisti : Accademia di Brera, Isola Comacina, Tremezzina, 1943

- Villa Silvestri : Porlezza, Tremezzina, 1932

- Villa Amila : Via Regina 19, Tremezzina, 1927

- Villa Borrani : Conçue dans les années 1930, cette villa est un exemple du rationalisme[4].
- Casa Rustici : Projet du rationalisme, cette maison reflète les principes du mouvement[5].
- Casa del Mutilato : Ce bâtiment est une réalisation  du rationalisme dans l'architecture sociale, illustrant l'engagement de Lingeri envers la fonctionnalité et le design[6].

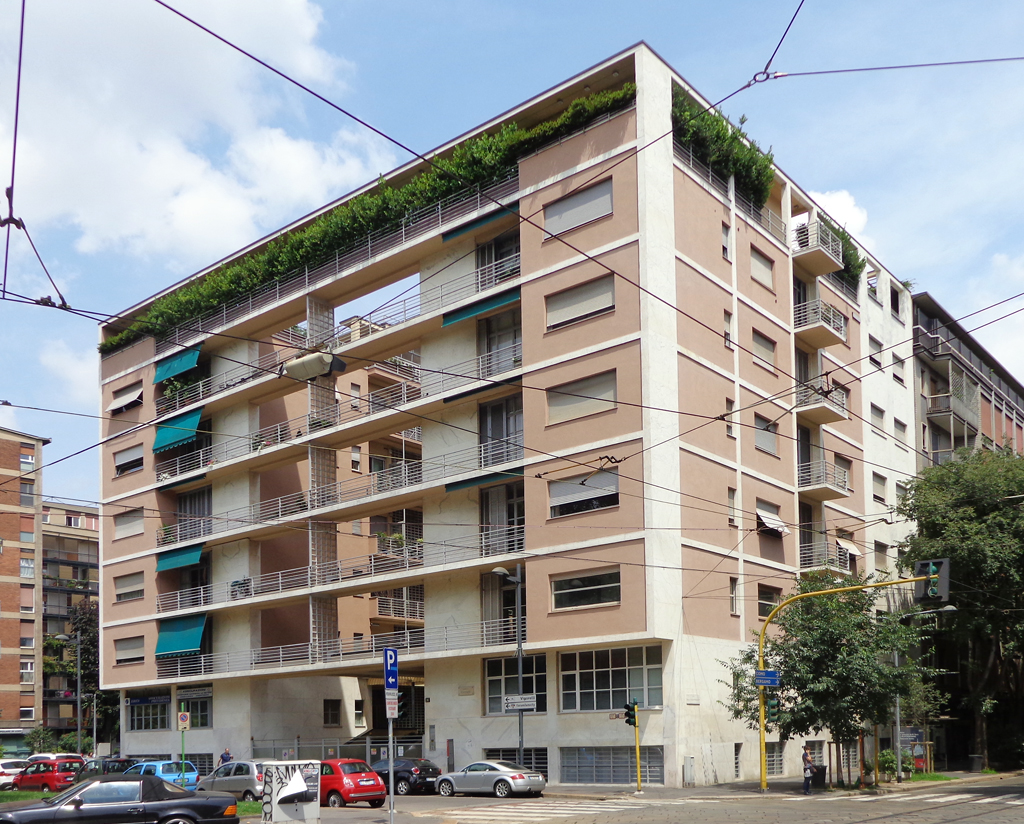
Casa Rustici (Milan)
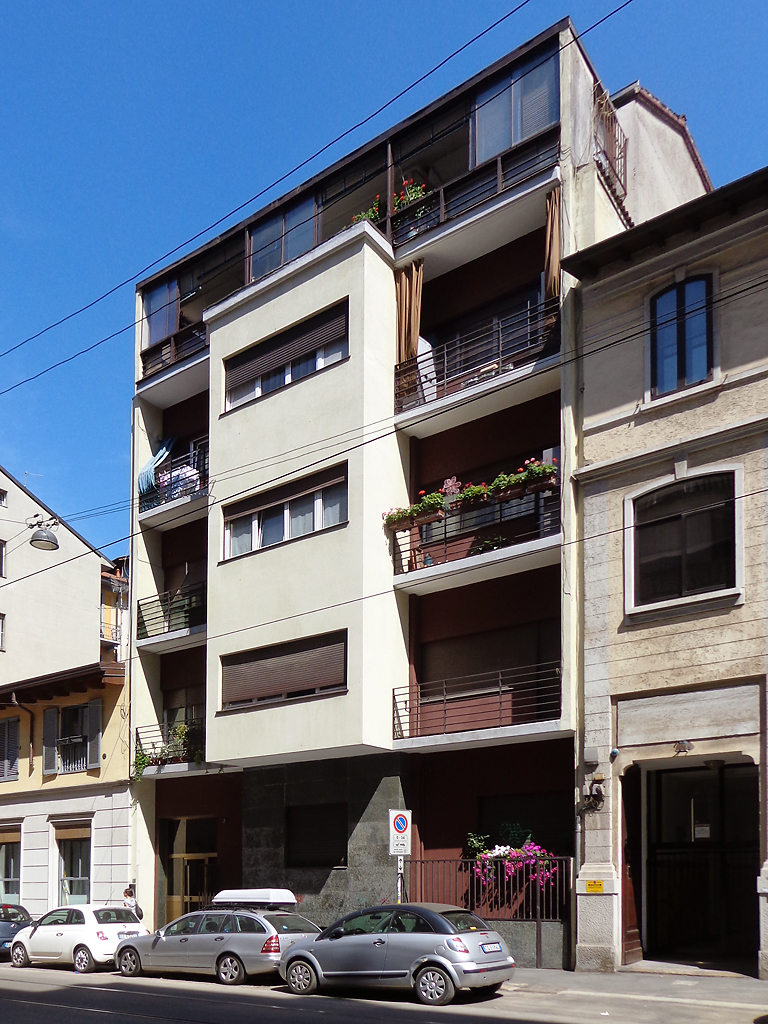
Casa Toninello (Milan)
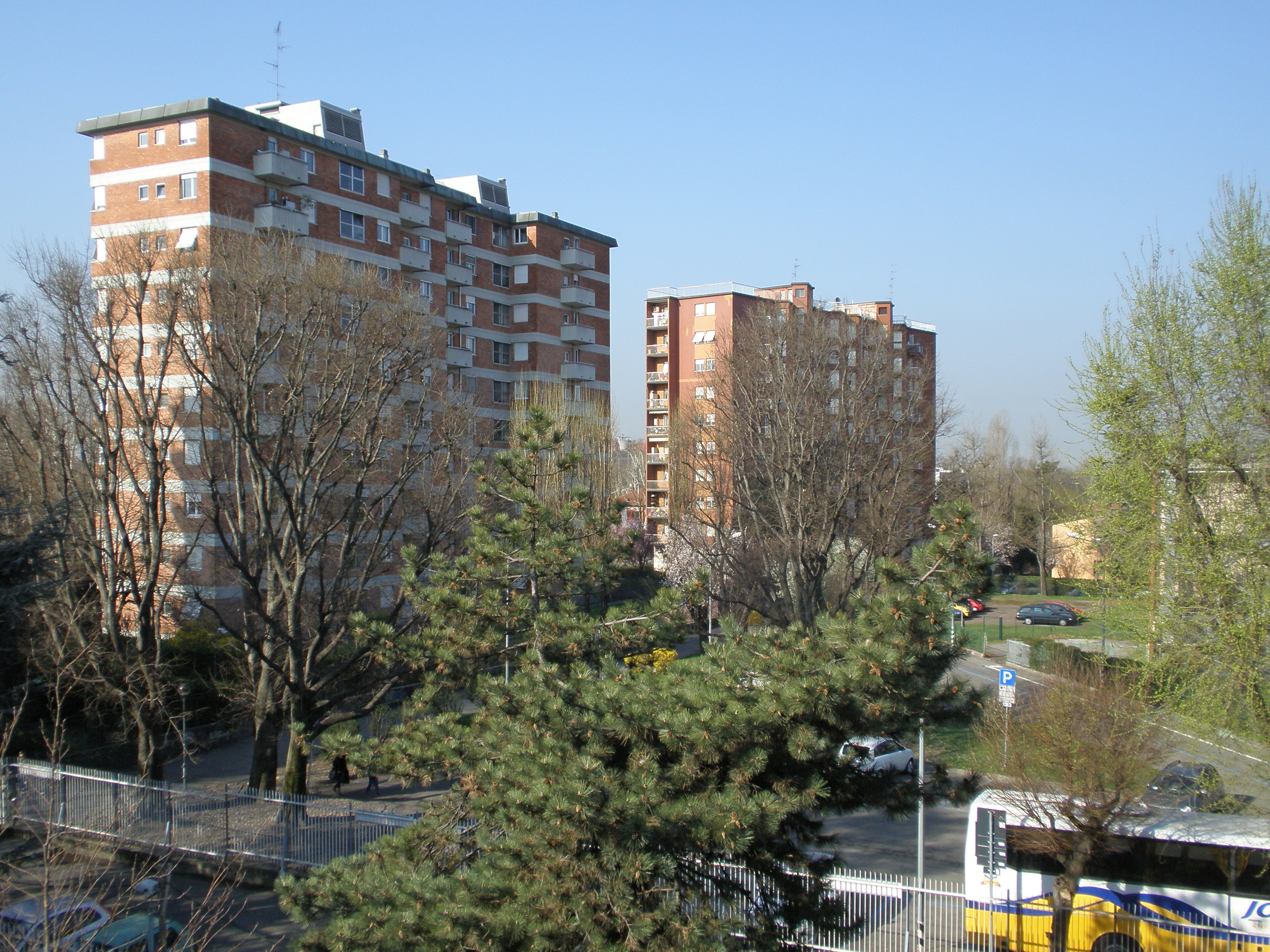
Quartier de Milan QT8
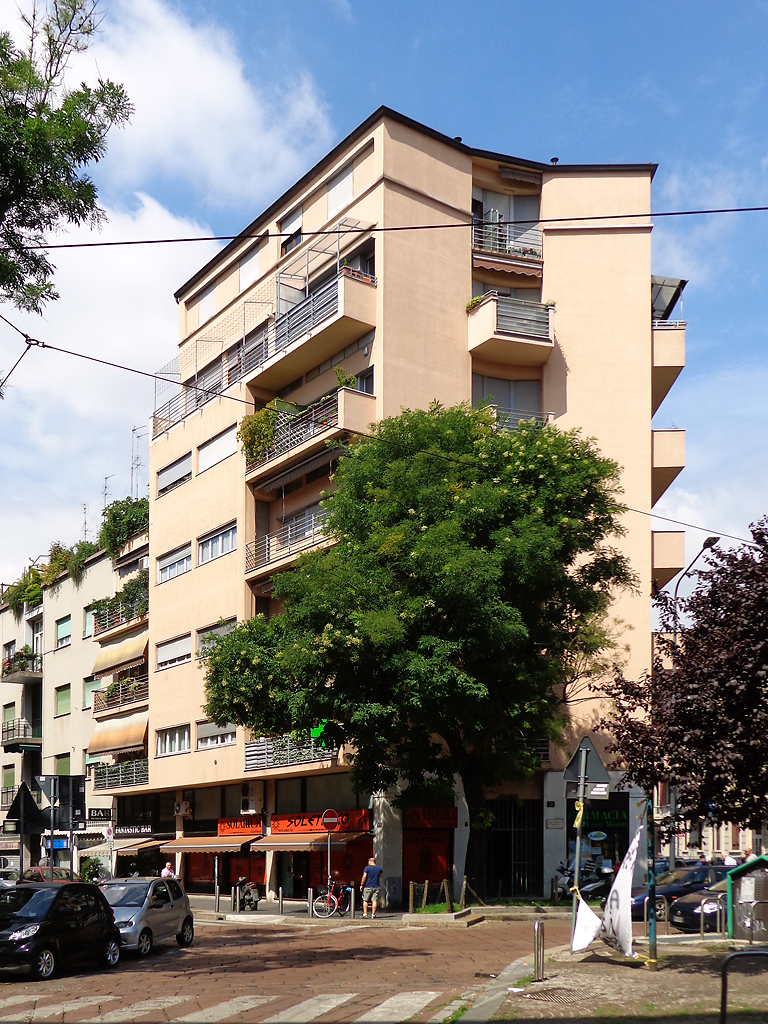
Casa Lavezzari (Milan)

## Style et influences
Le travail de Lingeri est enraciné dans les principes du rationalisme, qui valorise la simplicité, la fonctionnalité et l'intégration des bâtiments dans leur environnement. Ses conceptions répondent aux besoins pratiques et esthétiques.